# کرانبری (کارولینای شمالی)
کرانبری (به انگلیسی: Cranberry) یک منطقهٔ مسکونی در ایالات متحده آمریکا است که در شهرستان آوری، کارولینای شمالی واقع شده‌است. کرانبری ۹۵۴ متر بالاتر از سطح دریا واقع شده‌است.